# Akishima
Akishima (Japans: 昭島市, Akishima-shi) is een stad in de prefectuur Tokio, Japan.
Sinds 2008, heeft de stad een bevolking van 113.034 en een bevolkingsdichtheid van 6.314 inwoners per km². Het beslaat een gebied van 17,33 km².
De stad werd op 1 mei 1954 gesticht.